# Роплянське
Ропля́нське —  село в Україні, у Хорольській міській громаді Лубенського району Полтавської області. Населення становить 24 осіб. До 2020 орган місцевого самоврядування — Ялосовецька сільська рада.

## Історія
12 червня 2020 року, відповідно до розпорядження Кабінету Міністрів України № 721-р «Про визначення адміністративних центрів та затвердження територій територіальних громад Полтавської області», село увійшло до складу Хорольської міської громади..
19 липня 2020 року, в результаті адміністративно - територіальної реформи та ліквідації Хорольського району, село увійшло до складу новоутвореного Лубенського району.

## Населення

### Мова
Розподіл населення за рідною мовою за даними перепису 2001 року:
| Мова       | Кількість | Відсоток |
| ---------- | --------- | -------- |
| українська | 24        | 100%     |

## Географія
Село Роплянське примикає до села Новоіванівка, на відстані 1 км від знаходиться село Червоне. Поруч проходить автомобільна дорога М03.